# Harzer Schmalspurbahnen

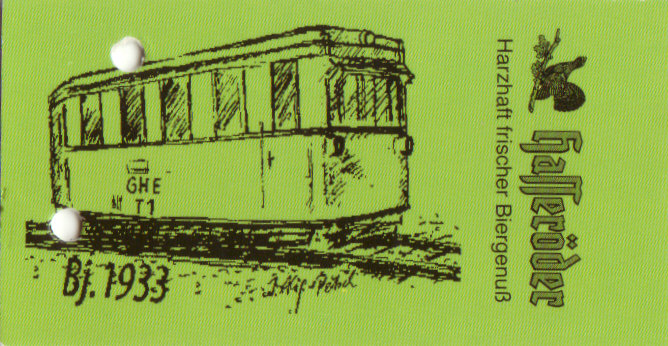
Vervoerbewijs (voorzijde).

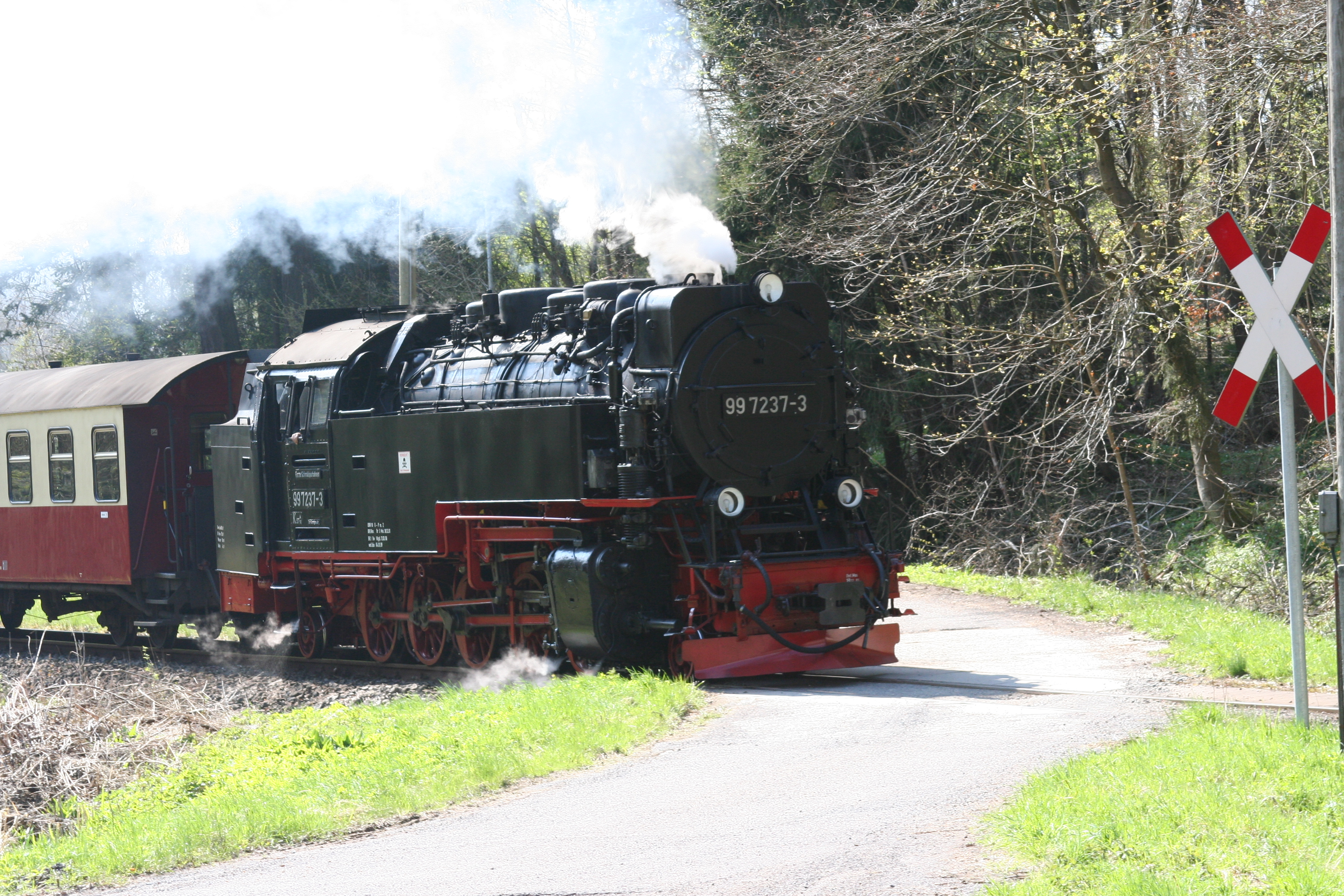
Stoomloc 99 7237-3 bij Albrechtshaus.

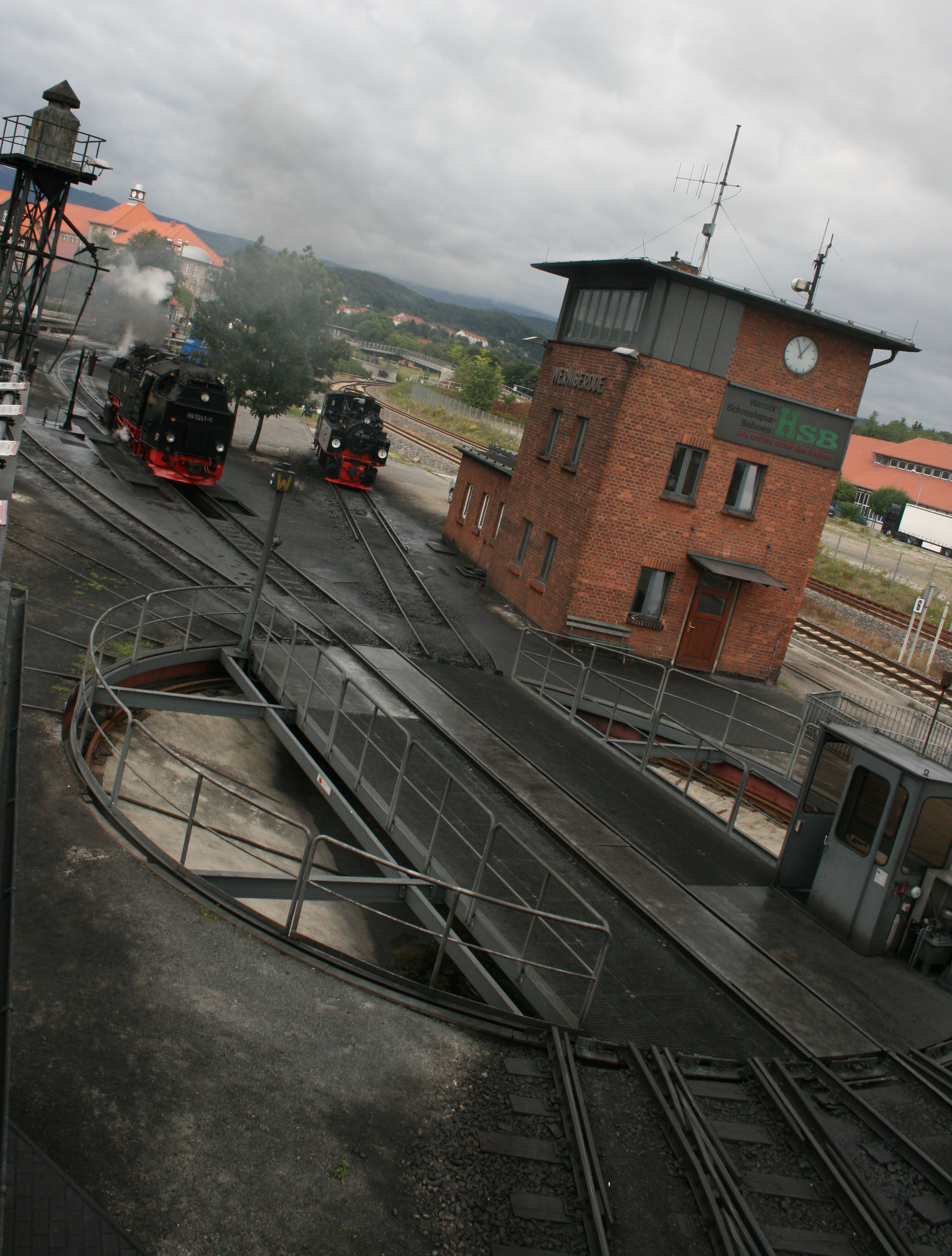
Draaischijf Wernigerode.

De Harzer Schmalspurbahnen GmbH (HSB) is, met een totale spoorlengte van 140,4 kilometer, het grootste smalspoorbedrijf van Duitsland. Het bedrijf bestaat sinds 13 maart 1991, en heeft op 1 februari 1993 het smalspoornet in de Harz van de Deutsche Reichsbahn (DR) overgenomen. De partner van de HSB is Landkreis Harz.
De HSB heeft in totaal 44 stations, 25 stoomlocomotieven, 16 diesellocomotieven, 10 motorwagens en circa 230 werknemers. De HSB vervoert circa 1 miljoen mensen per jaar. De spoorwijdte is 1000 millimeter (meterspoor).

## Geschiedenis
In 1887 werd het traject Gernrode – Mägdesprung als eerste smalspoorlijn geopend. Het traject behoorde toen aan het bedrijf Gernrode-Harzgeroder Eisenbahn AG (GHE). In de hieropvolgende jaren werd het traject uitgebreid naar de plaatsen Alexisbad, Harzgerode, Stiege, Hasselfelde en Eisfelder Talmühle. De naam van dit traject werd Selketalbahn, omdat het voor het grootste deel door het Selketal loopt.
In 1896 startte een tweede bedrijf, genaamd Nordhausen-Wernigeroder Eisenbahn-Gesellschaft (NWE). Dit bedrijf exploiteerde de Harzquerbahn (Wernigerode – Drei Annen Hohne – Nordhausen) en de Brockenbahn (Drei Annen Hohne – Schierke – Brocken). Deze twee lijnen werden geopend op 27 maart 1899.
De bedrijven GHE en NWE werden na nationalisatie op 1 april 1949 overgenomen door de Deutsche Reichsbahn (DR), die naast de GHE en de NWE ook andere privébedrijven uit Saksen-Anhalt overnam.
Oorspronkelijk was ook het bedrijf Südharz-Eisenbahn-Gesellschaft (SHE) onderdeel van het smalspoornet in de Harz. In 1899 werden de trajecten Walkenried – Braunlage en Brunnenbachsmühle – Tanne geopend. Bij Sorge kruiste het traject van de SHE de Harzquerbahn van de NWE.
Door de deling van Duitsland werd het gedeelte van de SHE dat in West-Duitsland lag, in 1961, na de start van de bouw van de Berlijnse Muur stilgelegd. Ook het verkeer op de Brockenbahn werd op 13 augustus 1961 stilgelegd. Alleen met een speciaal toegangskaartje konden reizigers nog naar Schierke rijden.
Na de eenwording van Duitsland in 1990 werd de Brockenbahn gerenoveerd en op 15 september 1991 heropend. Sindsdien pendelen de voornamelijk door stoomlocomotieven getrokken smalspoortreinen van de Brockenbahn tussen Wernigerode en de Brocken.
Op 1 februari 1993 werd de smalspoorlijn van de DR overgenomen door de HSB.
Op 18 april 2005 werd begonnen met de aanleg van een nieuw traject tussen Gernrode en Quedlinburg. De DB had het treinverkeer tussen deze plaatsen stilgelegd. Deze lijn was aangelegd met normaalspoor en werd omgespoord. Hiertoe werd het station van Gernrode, dat voordien een kopstation was, verbouwd. Op 6 maart 2006 kwam de eerste trein van de HSB aan in het station van Quedlinburg. Vanaf 26 juni 2006 is het station Quedlinburg in de dienstregeling opgenomen.
Op 30 november 2009 werd begonnen met de aanleg van een nieuwe halte in Schurzfell. Hiermee worden de opstapmogelijkheden voor reizigers uit Nordhausen verbeterd. De nieuwe halte is een jaar later in gebruik genomen.

## Rollend materieel
De Harzer Schmalspurbahnen beschikken over het volgende rollend materieel:
| Locomotieven                     | DR-serie          | Oude aanduiding   | Huidige aantal    | Bedrijfs- vaardig       | Inzet-/opstelplaats | Opmerking |
| Stoomlocomotieven                | Stoomlocomotieven | Stoomlocomotieven | Stoomlocomotieven | Stoomlocomotieven       | Stoomlocomotieven | Stoomlocomotieven |
| -------------------------------- | ----------------- | ----------------- | ----------------- | ----------------------- | --- | --- |
| 99 5901 tot 5903                 | 99590             | NWE 11 tot 22     | 3                 | 0                       | 99 5901 Wernigerode (terzijde) 99 5902 Meiningen 99 5903 Wernigerode (terzijde)                                                                            | Oudste Mallet-Locomotieven van de HSB. Geen van allen bedrijfsvaardig. 99 5902 in onderdelen in Meiningen (DB Fahrzeug-instandhaltung) |
| 99 5906                          | 99590             | NWE 41II          | 1                 | Nee                     | Hasselfelde (terzijde, Lokloods IG HSB) | Sinds 16-05-2022 buiten dienst. |
| 99 6001                          | 99600             | NWE 21II          | 1                 | Nee                     | Wernigerode (terzijde) | Eenheidslocomotief (prototype) |
| 99 6101 en 6102                  | 99610             | NWE 6 en 7        | 2                 | 0                       | 99 6101 Wernigerode (terzijde) 99 6102 Gernrode (terzijde, museumlokomotief Freundeskreis Selketalbahn)                                                    | |
| 99 7222                          | 9922              | 99 222            | 1                 | Ja                      | Wernigerode | Eenheidslocomotief, bijnaam "Big Mama", over het algemeen met het oude nummer in dienst. |
| 99 7231 tot 7247                 | 9923–24           | 99 231 tot 247    | 17                | 7                       | 99 7232 Wernigerode 99 7236 Wernigerode 99 7237 Wernigerode 99 7239 Wernigerode 99 7240 Wernigerode 99 7243 Gernrode 99 7245 Nordhausen 99 247 Wernigerode | Neubau-loks Terzijde: 99 7231 (Ilfeld) 99 7233 (Ilfeld) 99 7234 (Wernigerode) 99 7235 (Wernigerode) 99 7242 (Benneckenstein) 99 7246 (Benneckenstein) Niet dienstvaardig: 99 7241 (Wernigerode) In Hauptuntersuchung: 99 7238 (Wernigerode) 99 7244 (Meiningen) |
| Dieseltreinstellen               |                   |                   |                   |                         | | |
| 187 001                          | VT 137            | GHE T 1           | 1                 | Ja                      | Gernrode | Extra treinen |
| 187 011 en 013                   | –                 | KAE VT 1 en 2     | 2                 | Ja                      | Wernigerode | Bijnaam "Fischstäbchen" ("Visstick") |
| 187 012                          | –                 | MEG T 15          | 1                 | Nee                     | Wernigerode | |
| 187 015                          | –                 | –                 | 1                 | Nee                     | Wernigerode Westerntor (Terzijde) | Nieuwbouwtreinstel, prototype |
| 187 016 tot 019                  | –                 | –                 | 4                 | 2                       | 187 016 (Nordhausen) 187 018 (Nordhausen) | Nieuwbouwtreinstel |
| 187 025                          | VT 137            | NWE T 3           | 1                 | Nee                     | Wernigerode (Terzijde) | Extra treinen, sleeptreinstel |
| 187 201 tot 203                  |                   |                   | 3                 | Ja                      | Tramlijn 10 in de omgeving van Nordhausen | Twee-systeem tram type Combino duo van de "Straßenbahn Nordhausen" |
| Diesellocomotieven               |                   |                   |                   |                         | | |
| 199 005 en 006                   |                   | V 10 C            | 2                 | Nee                     | (Nordhausen Nord) | Lange termijn-overgave aan "IG Harzer Schmalspurbahnen e. V.", 006 wacht op reparatie |
| 199 010 tot 012                  |                   | Kö II             | 3                 | 199 012                 | Rangeerdienst Bw Wernigerode Westerntor | Ombouw van normaalspoor |
| 199 301                          |                   | V 30 C            | 1                 | Nee                     | (Lokdepot Ilfeld) | Prototype van een locomotiefserie voor de Indonesische staatsspoorwegen. |
| 199 861, 871, 872, 874, 877, 892 |                   | V 100             | 6                 | 199 861 199 872 199 874 | Op alle lijnen voor goederentreinen, werktreinen, hulptrein en in de rangeerdienst en de sneeuwruimdienst                                                  | Ombouw van normaalspoor, bijnaam "Harzkamel" |
| Normaalspoor stoomlocomotief     |                   |                   |                   |                         | | |
| 95 1027                          | 950               | 95 027            | 1                 | ja                      | Rübelandbahn (Blankenburg (Harz)) | Bij de HSB ingedeeld, ingezet op de normaalsporige Rübelandbahn |